# 太田六郎右衛門尉
太田 六郎右衛門尉（おおた ろくろうえもんのじょう、? - 1505年）は、戦国時代（室町時代後期）の武将。太田道灌の死後、家督を継いだ人物であるとされる。

## 生涯
生年や血縁関係については不明であるが、『年代記配合抄』によれば文明18年（1486年）の太田道灌暗殺後にその家督を継いだとされる。道灌と同じく扇谷上杉氏に属し、明応5年（1496年）7月には小田原城を守備する武将の一人として名前が見られる。
永正2年（1505年）、武蔵中野陣で主君・上杉朝良によって誅殺された。同年には中野陣で朝良が山内上杉氏に降伏し、長享の乱が終結している。六郎右衛門尉の死もこれに関連するものであった可能性が考えられる。
家督は太田備中守が継いだ。この備中守は太田永厳のことであると考えられている。

## 系譜
従来、太田六郎右衛門尉は『太田家記』の記述に基づき、道灌の嫡男・資康と同一人物であると考えられてきた。しかし、『赤城神社年代記録』の記述から資康は明応7年（1498年）に死去していたとみられることなどから、別人であるとの指摘がされている。別人説をとる場合、道灌の実子は資康だけであったことから、六郎右衛門尉は道灌の養嗣子であったことになる。
六郎右衛門尉が太田氏の系譜の中でどのように位置するかは不明であるが、黒田基樹は、道灌の弟・六郎（資常）の息子であったと推測している。
また、永正（1504年～1521年）後期から大永期（1521年～1528年）に名前が現れる太田六郎資定が、六郎右衛門尉の嫡子であった可能性が指摘されている。